# Rakouský kraj

Mapa Rakouského kraje

Rakouský kraj či Rakouský říšský kraj (německy Österreichischer Reichskreis, latinsky Circulus Austriacus, anglicky Austrian Circle) byl jedním z deseti krajů Svaté říše římské. Vznikl při rozšíření počtu krajů z šesti na deset v roce 1512 a přetrval formálně až do zániku říše v roce 1806 Zaujímal oblast Rakouských zemí včetně Předních Rakous. Krajským nejvyšším (Obristem), resp. krajským direktorem byl vždy panující rakouský arcivévoda. Kraj byl zcela a výlučně katolický. Rakouský kraj se od jiných říšských krajů, snad s výjimkou Burgundského, lišil prakticky absolutní převahou rakouského arcivévody nad několika málo dalšími členy. Tato převaha vedla i k tomu, že za téměř třistaletou existenci kraje se ani jednou nesešel krajský sněm, přestože kraj vysílal svého zástupce na všeobecné říšské sněmy. I touto absencí sněmovních zasedání byl kraj mezi ostatními výjimečný.

## Členové
Kraj se vyznačoval tím, že – kromě množství personalistů – někteří jeho členové (Trident, Brixen, Tarasp, Hardegg) nedisponovali plnou říšskou bezprostředností a stáli v závislém postavení vůči Rakousku. Mnoho jiných byli skutečnými personalisty. Protože se ani jednou nesešel krajský sněm, nelze mluvit o organizaci stavů do kurií. Následující třídění je proto umělé.
Vysvětlivky: K – členské panství s knížecím statusem; V – člen, kterému náležel virilní hlas v knížecí radě říšského sněmu

### Členové v roce 1792
- Rakouské arcivévodství K, V – zastávalo úřad krajského nejvyššího/direktora
- Brixenské biskupství K, V – r. 1803 k Rakousku
- Churské biskupství K, V (personalista)
- Tridentské biskupství K, V – r. 1803 k Rakousku
- Bailliva Rakousko Řádu německých rytířů (personalista)
- Bailliva Na Adiži a v horách Řádu německých rytířů (personalista)
- Panství Tarasp V (zasedalo v l. 1685-1803/06, v r. 1803 vyměněno s Helvétií za Neu Ravensberg, po celou dobu v držení Ditrichštejnů)

### Bývalí členové, jejichž hlas zanikl
- Biskupství Gurk K (uváděno v matrikách jen v 16. století, personalista)
- Biskupství Seckau K (uváděno v matrikách jen v 16. století, personalista)
- Biskupství Lavant K (uváděno v matrikách jen v 16. století, personalista)
- Štýrské vévodství a tzv. Vnitřní Rakousy K, V (po nástupu Ferdinanda II. na trůn r. 1619 sjednoceno s Rakousy)
- Tyrolské okněžněné hrabství K, V a tzv. Přední Rakousy (po vymření místní větve Habsburků r. 1665 připadlo Rakousům)
- Hrabství Schaunberg (r. 1548 připadlo Rakousku)
- Hrabství Neuburg na Innu (rakouské léno, přesto říšsky immediátní, postupně držely rody Salm, Sinzendorf, Hamilton a Lamberg, od r. 1730 bylo rakouským leníkem pasovské biskupství)
- Okněžněné hrabství Gradiška (v l. 1641-1717 odděleno od habsburských zemí a uděleno Eggenbergům)
- Panství Losenstein a Gschwend svobodných pánů/hrabat z Losensteinu (nebyla immediátní, po vymření r. 1692 k Rakousku)
- Statky a panství pánů/hrabat z Rogendorfu (od r. 1537 bylo jejich panství Guntersdorf povýšeno na formálně říšsky bezprostřední hrabství, Roggendorfové v matrice v 16. století, pak k Rakousku)
- Hrabství Hardegg hrabat Prüschenků z Hardeggu (formálně říšsky bezprostřední, r. 1656 přešlo pod rakouskou svrchovanost)

### Nový člen od r. 1803
- Salcburské kurfiřtství K, V – před r. 1803 součást Bavorského kraje jako Salcburské arcibiskupství

### Členové objevující se v matrikách v 17. století (personalisté)
V krajských matrikách 17. století se jako členové objevuje několik rodů, kteří se jako personalisté objevují kolem roku 1653 na říšském sněmu (v krajských matrikách jsou někteří uváděni již k roku 1623). V několika jiných případech (Fürstenberg, Trauttmansdorff, Abensberg-Traun) drželi říšsky bezprostřední léna v jiných říšských krajích (Švábském).
- kníže Piccolomini V
- hrabě Trauttmansdorff
- hrabě Šlik z Passaunu a Holíče
- hrabě Sinzendorf (náleželo mu v l. 1654-1680 rakouské léno, formálně bezprostřední hrabství Neuburg na Innu)
- hrabě Valdštejn
- hrabě Colloredo z Waldsee
- hrabě/kníže Fürstenberg V
- hrabě (Abensberg)-Traun (jméno Abensberg nesli páni z Traunu od povýšení na hrabata r. 1653)
- hrabě Ungnad z Weissenwolffu[2]